# Mjagostrov
Mjagostrov (in russo Мягостров?) è un'isola del mar Bianco situata presso la costa occidentale della baia dell'Onega. Amministrativamente fa parte del Belomorskij rajon della Repubblica di Carelia, nel Circondario federale nordoccidentale, in Russia.

## Geografia
L'isola, che è montuosa, composta di granito e ricoperta da boschi, si trova  3 miglia a nord-nord-est di capo Krasnoščel'e (мыс Краснощелье, 64°15′51″N 35°55′23″E). La sua estremità settentrionale è capo Belužij (мыса Белужий). Il punto più alto è monte Krutaja (гора Крутая), 84 m, vicino al lato orientale. Tra l'isola e la terraferma ci sono alcuni isolotti senza nome e le isole Ščel'e (Щелье), Manicostrov (Маникостров) e Berezovec (Березовец), che sono divise da Mjagostrov dallo stretto Mjagostrovskaja Salma (пролив Мягостровская Салма). Tra le isole e la terraferma invece si trova lo stretto Železnye Vorota (пролив Железные Ворота).
L'isola di Elovec (oстров Еловец), bassa e coperta di erba, si trova tra la costa meridionale di Mjagostrov e capo Krasnoščel'e. La piccola isola Olennica (остров Оленница) è situata circa 1,5 M a sud-est di Mjagostrov.